# Thiétreville
Thiétreville è un comune francese di 403 abitanti situato nel dipartimento della Senna Marittima nella regione della Normandia.

## Società

### Evoluzione demografica
Abitanti censiti